# Джоппи, Уильям
Уильям Джоппи (англ. William Joppy; 11 сентября 1970 года, Вашингтон, Округ Колумбия, США ) — американский боксёр-профессионал, выступающий во 2-й средней весовой категории. Чемпион мира в средней весовой категории (версия WBA, 1996—1997, 1998—2001 и 2001—2003).

## Биография

### 1993—2000
Дебютировал в феврале 1993 года.
В июне 1996 года Джоппи в 9-м раунде нокаутировал чемпиона мира в среднем весе по версии WBA Синдзи Такехару.
В октябре 1996 года он в 7-м раунде нокаутировал Рэя Макероя.
В мае 1997 года Джоппи выиграл по очкам у Питера Венансио.
В августе 1997 года он проиграл по очкам Хулио Сесару Грину.
В январе 1998 года Джоппи в реванше победил по очкам Хулио Сесару Грина.
В августе 1998 года Уильям Джоппи вышел на бой против бывшего чемпиона мира в нескольких весовых категориях Роберто Дуран. Он нокаутировал Дурана в 3-м раунде.
В сентябре 1999 года состоялся 3-й бой между Джоппи и Хулио Сесару Грином. Бой был остановлен в 7-м раунде из-за рассечения у Грина над левым глазом. Джоппи победил техническим нокаутом.
В мае 2000 года он в 1-м раунде нокаутировал Рито Рувалчабо.
В сентябре 2000 года Джоппи победил по очкам Хасин Шерифи.
В декабре 2000 года он в 4-м раунде нокаутировал Джонатана Рида.

### 12 мая2001Феликс Тринидад —Уильям Джоппи
- Место проведения:  Мэдисон Сквер Гарден, Нью-Йорк, Нью-Йорк (штат), США
- Результат: Победа Тринидада техническим нокаутом в 5-м раунде в 12-раундовом бою
- Статус:  Чемпионский бой за титул WBA в среднем весе (6-я защита Джоппи)
- Рефери: Артур Мерканте младший
- Счет судей: Мельвина Латан (39—35), Стэнли Кристодулу (39—35), Ги Джутрас (39—35) — все в пользу Тринидада
- Время: 2:25
- Вес: Тринидад 72,20 кг; Джоппи 72,00 кг
- Трансляция: HBO TVKO
- Счёт неофициального судьи: Харольд Ледерман (39—35 Тринидад)

В мае 2001 года Уильямс Джоппи Феликс Тринидад вышел на ринг против пуэрториканца Феликса Тринидада. В конце 1-го раунда Тринидад провёл левый хук в челюсть, затем правый, и снова левый. Джоппи упал. Он тяжело встал на счет 5. До конца раунда оставалось несколько секунд, и чемпион смог продержаться до гонга. В начале 4-го раунда Тринидад провёл несколько правых кроссов, а затем — левый хук в челюсть. Джоппи упал на канвас. Он опять тяжело встал, на этот раз на счет 6. Тринидад сразу же бросился добивать, но Джоппи начал спасаться через клинчи. Тринидад не смог его добить. В конце 6-го раунда Тринида провёл встречный правый хук, и Джоппи, обессиленный, рухнул на пол. Он встал, но его сильно шатало, и рефери остановил бой.

### 2001—2002
В ноябре 2001 года Джоппи в бою за вакантный титул "просто чемпиона" WBA (титул "супер чемпиона был Бернарда Хопкинса) в среднем весе победил решением большинства Ховарда Истмана.
В октябре 2002 года он в 10-м раунде нокаутировал Наотаки Хозуми.

### 13 декабря2003Бернард Хопкинс —Уильям Джоппи
- Место проведения:  Боардуолк Холл, Атлантик-Сити, Нью-Джерси, США
- Результат: Победа Хопкинса единогласным решением в 12-раундовом бою
- Статус:  Чемпионский бой за титул WBC в среднем весе (4-я защита Хопкинса); чемпионский бой за титул WBA в среднем весе (3-я защита Хопкинса); чемпионский бой за титул IBF в среднем весе (17-я защита Хопкинса)
- Рефери: Эрл Мортон
- Счет судей: Мельвина Лейтен (119—109), Стив Вейсфелд (119—109), Джон Стюарт (118—109) — все в пользу Хопкинса
- Вес: Хопкинс 72,6 кг; Джоппи 72,1 кг
- Трансляция: Kingvision PPV

В декабре 2003 года состоялся бой между Уильямом Джоппи и Бернардом Хопкинсом. Хопкинс доминировал в бою. По окончании 12-ти раундов все судьи с большим преимуществом отдали победу абсолютному чемпиону.

### 4 декабря2004Джермен Тейлор —Уильям Джоппи
- Место проведения:  Бартон Колисеум, Литтл Рок, Арканзас, США
- Результат: Победа Тейлора единогласным решением в 12-раундовом бою
- Статус: Рейтинговый бой
- Рефери: Билл Клэнси
- Счет судей: Дэвид Харрис (120—107), Рассел Накуин (120—107), Гейл Ван Хой (120—107) — все в пользу Тейлора
- Вес: Тейлор 72,80 кг; Джоппи 72,30 кг
- Трансляция: HBO BAD
- Счёт неофициального судьи: Харольд Ледерман (120—106 Тейлор)

В декабре 2004 года Уильямом Джоппи встретился с непобеждённым проспектом Джермен Тейлор. Тейлор доминировал весь бой. В конце 5-го раунда Тейлор провёл серию ударов по корпусу, а затем — левый апперкот в голову. Джоппи оказался в нокдауне. Он сразу же поднялся. Тейлор не смог добить его. По окончании поединка все судьи отдали Тейлору победу с разгромным счётом 120—107.

### 29 февраля2008Лучиан Буте —Уильям Джоппи
- Место проведения:  Белл Центр, Монреаль, Квебек, Канада
- Результат: Победа Буте техническим нокаутом в 10-м раунде в 12-раундовом бою
- Статус: Чемпионский бой за титул IBF во 2-м среднем весе (1-я защита Буте)
- Рефери: Марлон Райт
- Счет судей: Бенуа Россель (90—80), Нелсон Васкес (90—80), Фрэнк Адамс (90—80) — все в пользу Буте
- Время: 1:08
- Вес: Буте 76,0 кг; Джоппи 76,1 кг
- Трансляция: TVA[англ.]
- Счёт неофициального судьи: Расс Анбер (90—80 Буте)

В феврале 2008 года Джоппи встретился с чемпионом во 2-м среднем весе по версии IBF Лучианом Буте. Несмотря на то, что американец не победил ни одного сильного соперника с октября 2002 года, IBF санкционировало бой как чемпионский. Чемпион доминировал весь бой. В конце 9-го раунда Буте провёл правый хук в голову. Джоппи отбросило назад. Буте пробил левый хук в голову. Джоппи пятился назад. Он попытался заклинчевать, но упал. Он сразу же поднялся. Рефери отсчитал нокдаун. После окончания счёта прозвучал гонг. В начале 10-го раунда Буте левый хук в голову. Джоппи вновь отбросило назад. Он попытался войти в клинч, но не смог. В этот момент Буте пробил хук в открытую голову. Джоппи едва не рухнул. Буте выбросил серию ударов в голову. Джоппи отбежал от чемпиона. Видя, что его настигает Буте, он сам опустился на колено в районе угла. Рефери отсчитал нокдаун. Джоппи поднялся на счёт 7. Буте сразу же бросился добивать противника. Джоппи не успел выйти из угла. Буте настиг его там и провёл серию ударов в голову. Буте начал качать маятник, а затем попытался выйти из угла и заклинчевать, но не смог этого сделать. Буте провёл левый кросс в открытую челюсть и загнал его обратно в угол. Чемпион попытался выбросить серию ударов, но Джоппи вновь опустился на колено. Рефери остановил бой, не открывая счёт. Претендент сразу же поднялся, но с решением рефери не спорил. После этого боя Джоппи ушёл из бокса.